# Silke Kleemann
Silke Kleemann (* 15. August 1976 in Köln) ist eine deutsche literarische Übersetzerin und Autorin.

## Leben
Silke Kleemann studierte Spanisch und Englisch an der Johannes-Gutenberg-Universität Mainz, am Fachbereich Angewandte Sprach- und Kulturwissenschaft in Germersheim, mit dem Abschluss Diplom-Übersetzerin. Während und nach dem Studium längere Aufenthalte in Argentinien, u. a. in Córdoba und Buenos Aires. Sie ist Mitglied im Verband deutschsprachiger Übersetzer literarischer und wissenschaftlicher Werke (VdÜ), des Münchner Übersetzerforums (Müf) und Litprom e.V. Kleemann übersetzt überwiegend aus dem Spanischen mit dem Schwerpunkt lateinamerikanische Literatur und wurde für ihre Arbeit mehrfach ausgezeichnet, u. a. 2015 mit einem Bayerischen Kunstförderpreis für ihre Übersetzungen des argentinischen Autors Ariel Magnus und einem Münchner Literaturstipendium für ein eigenes Jugendbuchprojekt, sowie 2020 mit dem Arbeitsstipendium des Freistaats Bayern für literarische Übersetzerinnen und Übersetzer für die Übertragung des Romans „Die lustlosen Touristen“ von Katixa Agirre.
Kleemann lebt und arbeitet in München.
Neben ihrer schriftstellerischen Tätigkeit ist sie Heilpraktikerin für Psychotherapie und unterrichtet Meditation/Achtsamkeit und Jikiden Reiki.

## Veröffentlichungen

### Kinder- und Jugendbuch
- Käpten Lollebacke und die Schwimmende Landratte. Kinderbuch. Fischer Verlag, Frankfurt 2015, ISBN 978-3-7373-5151-5

### Sachbuch
- Gesellschaftliche Aspekte des Fußballs in Argentinien. Cela, Germersheim 1999, ISBN 978-3-933367-03-7
- Women in Reiki. Lifetimes dedicated to healing in 1930s Japan and today. Mit Amanda Jayne. BoD, Norderstedt 2021, ISBN 978-3-7543-0753-3

### Herausgeberschaft
- Wir sind hier. Geschichten über das Ankommen. Hg. mit Katja Huber und Fridolin Schley. Allitera Verlag, 2018, ISBN 978-3-96233-058-3.

### Hörfunk
- 105 Jahre Einsamkeit oder Das geheime Alphabet des Juan Filloy. Radiofeature für WDR 3, Forum Literatur, 2002.

## Übersetzungen (Auswahl)

### Prosa
- Juan Filloy: Op Oloop. Tropen, Köln 2002
- Juan Bonilla: Der nubische Prinz. Rogner&Bernhard, Hamburg 2004
- Alberto Fuguet: Die Filme meines Lebens. Zebu, Frankfurt 2005
- Agustín Sánchez Vidal: Kryptum. dtv, München 2006
- Gabriel García Márquez: Dornröschens Flugzeug. Journalistisches Werk Band 5. Kiwi, Köln 2008 (mit anderen Übersetzern)
- Daína Chaviano: Insel der unendlichen Liebe. Diana, München 2008
- Ariel Magnus: Der Chinese auf dem Fahrrad. Kiwi, Köln 2010
- Ariel Magnus: Zwei lange Unterhosen der Marke Hering. Kiwi, Köln 2012
- Gabriel García Márquez: Ich bin nicht hier, um eine Rede zu halten. Kiwi, Köln 2012 (mit Dagmar Ploetz)
- Ariel Magnus: Die Schachspieler von Buenos Aires. Kiwi, Köln 2018
- Marina Perezagua: Hiroshima. Klett-Cotta, Stuttgart 2018
- José Luis de Juan: Der Bienenleser. Converso, Bad Herrenalb 2019
- Katixa Agirre: Die lustlosen Touristen. Converso, Bad Herrenalb 2021
- Ariel Magnus: Das zweite Leben des Adolf Eichmann. Kiwi, Köln 2021
- Mariana Enríquez: Unser Teil der Nacht. Tropen, Berlin 2022 (mit Inka Marter)
- Jesús Carrasco: Bring mich nach Hause. Eichborn, Köln 2022

### Kinder- und Jugendbuch
- Sergio Olguín: Springfield. Suhrkamp/Insel, Berlin 2010
- Ana Galán: Mondrago 1-3. Ravensburger, 2014–2015
- Mariana Ruiz Johnson: Wenn Mama verreist. Beltz, 2017
- Nadia Ghulam/Agnès Rotger: Das Geheimnis meines Turbans. Cbt, München 2020
- Isabel María Sánchez Vegara: Reihe Little People, Big Dreams. Bände über: Pelé, Bruce Lee, Michelle Obama, Elton John, Jesse Owens, Ayrton Senna, Ernest Shackleton, Albert Einstein, Amanda Gorman, Queen Elizabeth, King Charles, Princess Diana, J.R.R. Tolkien, Marilyn Monroe, Neil Armstrong, Freddie Mercury u.a. Insel, Berlin 2021–2023
- Kim Hillyard: Hedwig will hoch hinaus. Loewe, Bindlach 2022
- María José Ferrada: Als du Wolke warst. Hagebutte Verlag, München 2023

### Lyrik
- Claudio Rodríguez: Cinco Poemas. Ediciones Hiperión, 2007
- Nicolás Guillén: Irgendwo im Frühling. In die horen, Band 236, S. 4–16
- Diana Bellessi: Ni un minuto fuera de casa - Nicht eine Minute fort von zuhause. teamart, Zürich 2012
- Tania Favela Bustillo: Gedichte aus La marcha hacía ninguna parte, in: Translator's choice. Übersetzen als poetische Utopie. Latinale 2021 (Hrsg. Timo Berger, Rike Bolte und Alina Neumeyer), Parasitenpresse, Köln 2021
- Tania Favela Bustillo: franja de luz lejana / streifen fernen lichts. hochroth Heidelberg, Heidelberg 2023

### Sachbuch
- Tadao Yamaguchi: Jikiden Reiki. Windpferd, Aitrang 2006

- Alejandro Jodorowsky: Der Weg des Tarot. Windpferd, Aitrang 2008
- Alejandro Jodorowsky: Handbuch der Psychomagie. Windpferd, Aitrang 2011
- Jorge Bergoglio/Abraham Skorka: Über Himmel und Erde. Riemann, München 2013 (mit Matthias Strobel)
- Pere Estupinyà: Sex, die ganze Wahrheit. Riemann, München 2014 (mit Inka Marter)